# Опсада Владимира (1238)
Опсада Владимира 1238 била је део монголског освајања Русије.

## Увод
Након уништења Рјазања, 21. децембра 1237, велики кнез Јуриј Владимирски напустио је престоницу и отишао у Јарослављ, тражећи помоћ од својих рођака, кнежева Ростова и Новгорода.
Међутим, брзина Монгола била је таква, да је Коломна пала само 10 дана након Рјазања, а Москва 3 недеље касније, оставивши грађане Владимира саме на удару освајача.

## Опсада
Одбрана Владимира била је поверена синовима великог кнеза, Всеволоду и Мстиславу, али је већина њихових ратника изгинула код Коломне, у покушају да зауставе нападача на граници. Пошто је град био без одбране, епископ Митрофан је већ након вести о паду Коломне у јануару 1238. дозволио већини грађана да приме монашке завете, како би их припремио за смрт.Након симболичне одбране град је пао 8. фебруара 1238.

## Последице
Примивши вести о опсади Владимира, велики кнез Јуриј је покушао да се пробије до града и разбије опсаду, али његова војска је опкољена и уништена на реци Сити.